# Georg Michael Welzel
Georg Michael Welzel (* 11. April 1944 in Cottbus; † 2. März 1974 in Tarragona) war eines der letzten Opfer der Todesstrafe in Spanien. Er wurde unter dem Namen Heinz Ches in der Haftanstalt von Tarragona hingerichtet.

## Leben
Welzel war ein gelernter Maschinenschlosser. Er wurde in der DDR zwischen 1964 und 1970 dreimal wegen versuchter Republikflucht zu Strafen zwischen zehn Monaten und vier Jahren verurteilt. Nachdem die Bundesrepublik Deutschland ihn im Mai 1972 freigekauft hatte, lebte und arbeitete er in Oberhausen. Mit einem gestohlenen Reisepass auf den Namen Klaus Hermann Rudolf Sackman reiste er Ende November oder Anfang Dezember 1972 über Cerbère/Port Bou in Spanien ein. Zu dieser Zeit hatte er jeden Kontakt zu seinen Angehörigen in der DDR abgebrochen.

### Ereignisse in Spanien
Am 13. Dezember 1972 schoss er im Hafen von Barcelona auf einen Angehörigen der Guardia Civil, der dabei schwer verletzt wurde. Am 19. Dezember 1972 betrat ein Beamter der Guardia Civil das Café eines Campingplatzes in Vandellòs i l’Hospitalet de l’Infant, in dem Welzel saß. Welzel erschoss ihn ohne Vorwarnung mit einem gestohlenen Gewehr. Beim Verhör gab er zu, geschossen zu haben, bestritt aber jede Tötungsabsicht. Bis heute sind seine Tatmotive unbekannt.
Bei den Vernehmungen behauptete Welzel, Heinz Ches (andere Schreibweise: Heinz Chez) zu heißen, und im Jahr 1939 in Stettin geboren zu sein. Warum er seine Identität verschleierte, bleibt unklar. Interpol meldete zwar an die spanischen Behörden die wahre Identität Welzels, allerdings nahm die spanische Gerichtsbarkeit die Information entweder nicht zur Kenntnis oder ignorierte sie. Vermutungen gehen dahin, dass er entweder Druck der DDR-Behörden auf seine Familie befürchtete oder sich seiner Tat schämte. Auch die Spanier hatten kein Interesse an der Veröffentlichung der wahren Identität, möglicherweise weil diplomatische Verwicklungen mit der Bundesrepublik Deutschland befürchtet wurden. Im Verfahren selbst vertrat ihn ein junger Verteidiger, dem der Fall in einer Bar angedient wurde. Niemand legte Berufung gegen das am 6. September 1973 verhängte Todesurteil ein. Die Hinrichtung dauerte länger als gewöhnlich, da der Henker den Umgang mit der Garrotte nicht beherrschte. Vom Beginn der Hinrichtung bis zum Eintritt des Todes benötigte der Henker mehrere Versuche, die insgesamt eine halbe Stunde dauerten. Am selben Tag fand in Barcelona die Hinrichtung  von  Salvador Puig Antich statt.

### Spätere Ereignisse
Welzel hinterließ drei Kinder, die erst 2003 von seinem Schicksal erfuhren.
Im Jahre 1977 nahm sich die Theatergruppe Els Joglars unter Regisseur Albert Boadella des Falles in dem Stück „La Torna“ an. Das Stück wurde nach 40 Aufführungen abgesetzt und vier Mitglieder der Gruppe von einem Militärgericht wegen Beleidigung des Militärs zu zwei Jahren Haft verurteilt. Boadella selbst gelang eine spektakuläre Flucht aus dem Hospital Clínic de Barcelona, und er ging ins französische Exil.
2004 erschien ein spanischer Dokumentarfilm über Welzels Geschichte: La muerte de nadie (dt.: Der Tod von niemandem) von Joan Dolç. Er beruht – ohne dass dies im Film Erwähnung findet – auf den minutiösen Recherchen des Valencianer Journalisten und Filmemachers Raúl Riebenbauer, die von 1995 bis 2004 andauerten. Durch Riebenbauer erhielten Welzels Geschwister in Cottbus auch Gewissheit über das Schicksal ihres Bruders sowie über die vielen Widersprüche und Verfahrensmängel des Prozesses. Riebenbauers Gespräche mit den am Verfahren in der Strafsache Heinz Ches beteiligten Juristen und Militärs bestätigten auch die von Anfang an geäußerte Vermutung der internationalen Presse, dass durch die Hinrichtung eines vorgeblich Kriminellen vom politisch motivierten Justizmord an Salvador Puig Antich abgelenkt werden sollte.
Im Jahre 2005 inszenierte Albert Boadella erneut sein Stück von 1977 in einer überarbeiteten Version mit Schauspielstudenten unter dem Titel La Torna de La Torna.
2006 sendete der Deutschlandfunk einen Beitrag über Georg Michael Welzel und Riebenbauers Nachforschungen im Rahmen der Sendereihe Studiozeit: „Ermordet durch Francos Garotte – Das Schicksal des DDR-Flüchtlings Georg Welzel“ von Ute Steinbicker und Hans-Jürgen Schmitt.
In dem Gedichtband Balladen vom kurzen Prozeß (1975) schrieb die Lyrikerin Helga M. Novak in ihrer Ballade „von einem nach dem kein Hahn kräht“ dem Hingerichteten ein kleines poetisches Denkmal: „Heinz Chez hieß er und war Pole“.
In dem Roman Kupfersonne (2020) von Reinhard Stöckel basiert die Figur des Edgar Trybek auf dem Schicksal Welzels.

### Allgemein
- Juan Eslava Galán: Verdugos y torturadores. Temas de hoy, Madrid 1991, ISBN 84-7880-067-0.
- Raúl Riebenbauer: El silencio de Georg. La verdadera historia de Heinz Ches, ejecutado el mismo día que Salvador Puig Antich y borrado de la memoria colectiva. 3., erweiterte und korrigierte Auflage. La Vorágine, Santander 2021, ISBN 978-84-122386-5-5.
- Martin Dahms: Letzte Reise nach Spanien. In: Berliner Zeitung. 13. Juli 2004, abgerufen am 26. Dez. 2020.
- Reinhard Stöckel: Barabas 1974 In: Das Blättchen Berlin, 14. September 2009, Heft 19 (Online).
- Johannes Winter: Drang nach Freiheit. Der Mauerbau und seine Folgen. faustkultur 17. August 2021 (Online).
- Raul Zelik: Tod unter falschem Namen. In: nd. nd.Genossenschaft eG, 2. März 2024, ISSN 0323-3375, S. 18 (nd-aktuell.de [abgerufen am 4. März 2024]).

### Belletristik
- Reinhard Stöckel: Kupfersonne  Roman, Müry Salzmann Verlag, 2020, ISBN 978-3-99014-201-1